# Liste der Linienschiffe der Royal Navy
Dies ist eine Liste der Linienschiffe der Royal Navy von England und später (ab 1707) des Vereinigten Königreichs. Die Liste beginnt mit dem Jahr 1660, dem Jahr,  in dem die Royal Navy nach der Wiederherstellung der Monarchie unter König Karl II. ins Leben gerufen wurde, und reicht bis zum Aufkommen des Schlachtschiffes um 1880, wie von der Admiralität definiert.

## Liste der Linienschiffe von (1660–77)
Diese Liste enthält mehrere frühere Schiffe, die in dieser Zeit für die Royal Navy umgebaut wurden – insbesondere die Prince Royal (1663), die Victory (1666), die Montague (1675) sowie die Bonaventure (1663) und die Constant Warwick (1666). Im Allgemeinen wurde das alte Schiff im Trockendock zerlegt und unter Verwendung eines Teils der Materialien des alten Schiffes neu konstruiert. So entstanden im Wesentlichen neue Schiffe mit veränderten Abmessungen und Größen, die im Allgemeinen mit einer etwas größeren Anzahl von Kanonen ausgestattet waren.
→ bezüglich der Rangeinteilung eines Segellinienschiffes siehe Hauptartikel Rangeinteilung der Kriegsschiffe

### 1. Rang

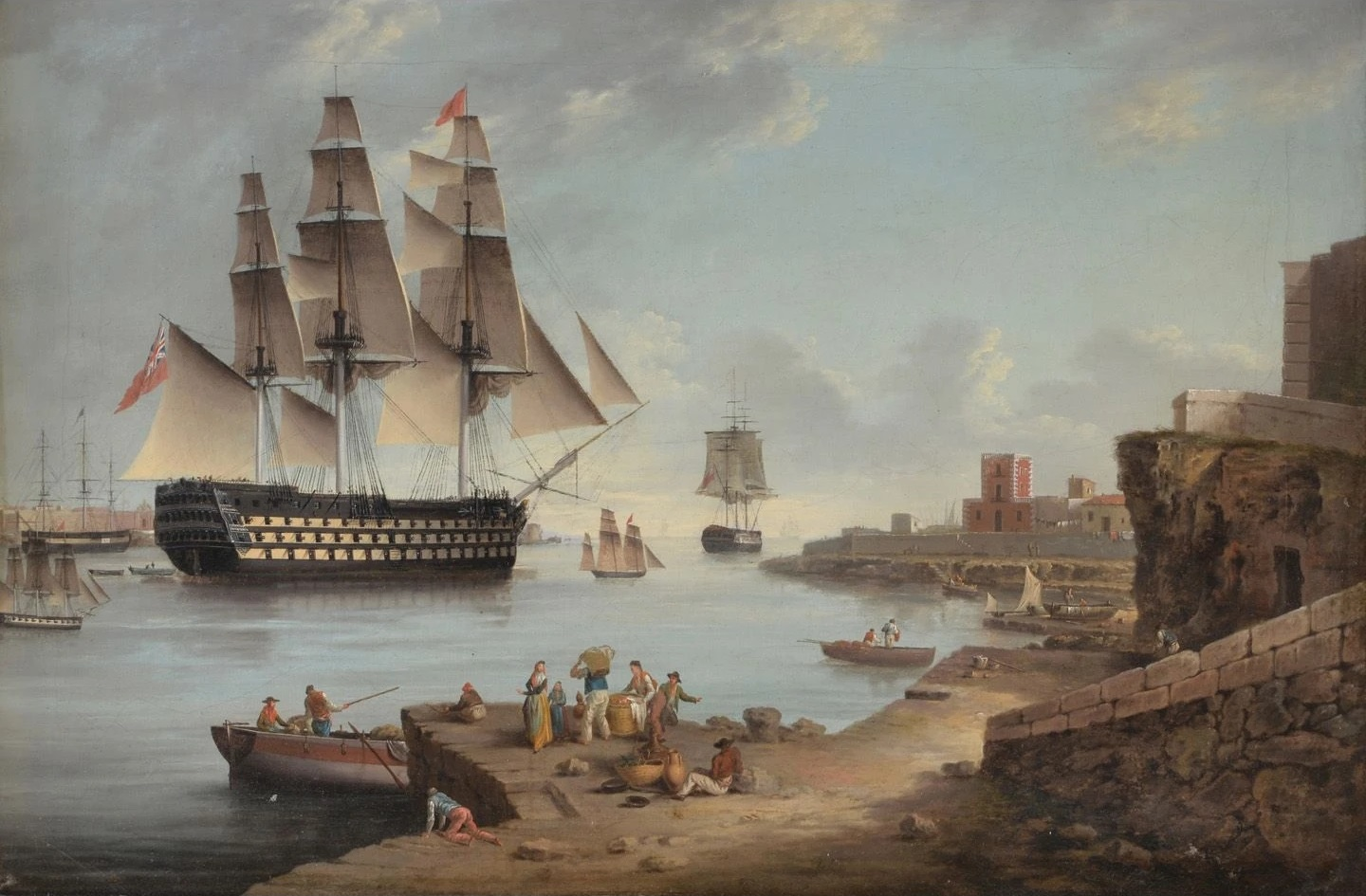
Die Caledonia im Hafen von Mahon

- Royal Charles 74–82 (1655)
- Royal James 74–82 (1658)

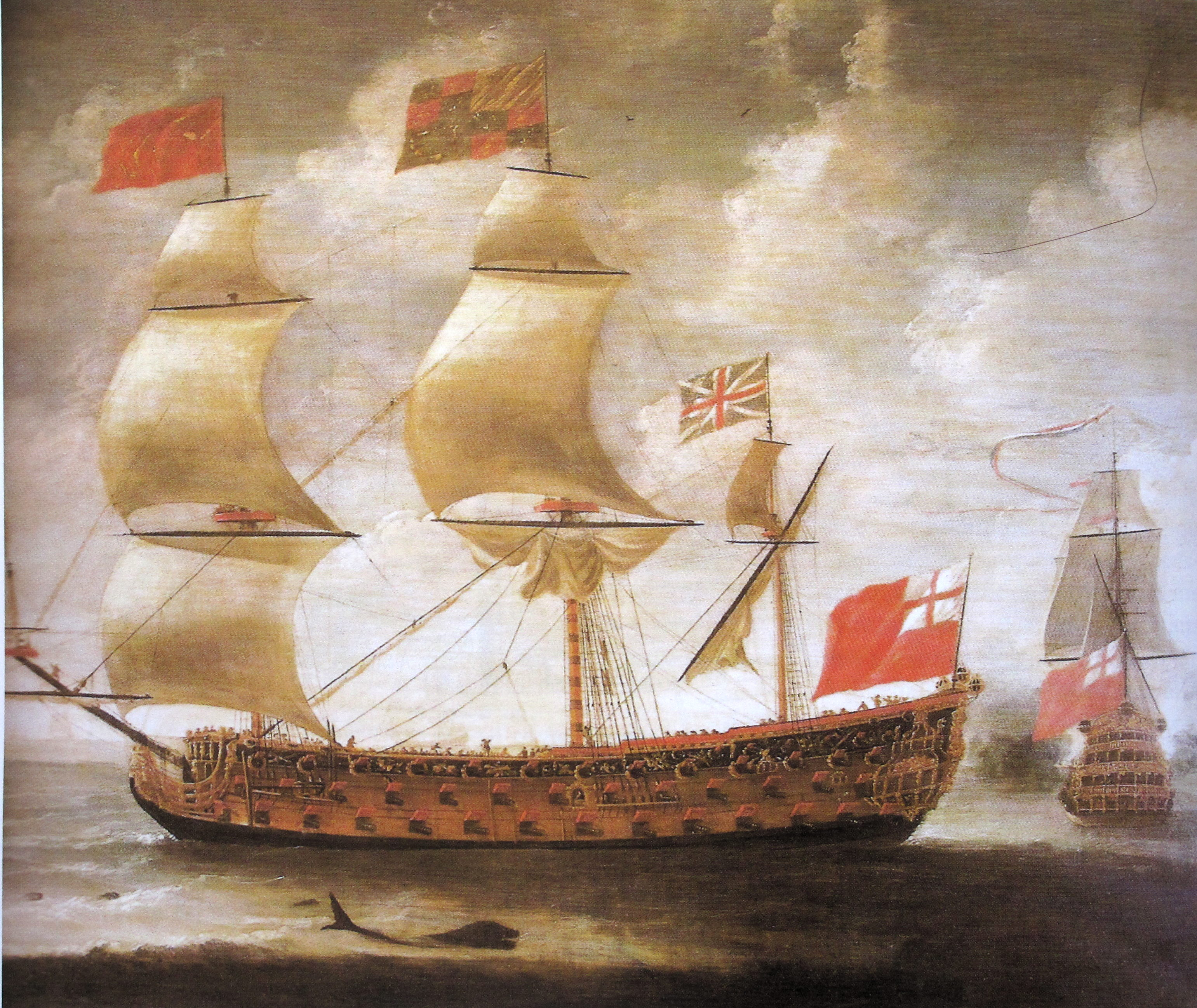
Die Royal Prince um 1661

- Royal Sovereign 92–102 (1660) – Rebuild
- Royal Prince 92–102 (1663) – Rebuild
- 96-Gun Group (Christopher Pett)
  - Charles (1668)
  - London (1670)
  - Saint Andrew (1670)
- 100-Gun Group (Anthony Deane)
  - (Royal) Prince (1670)
  - Royal James (I) (1671)
  - Royal Charles (1673)
  - Royal James (II) (1675)

### 2. Rang

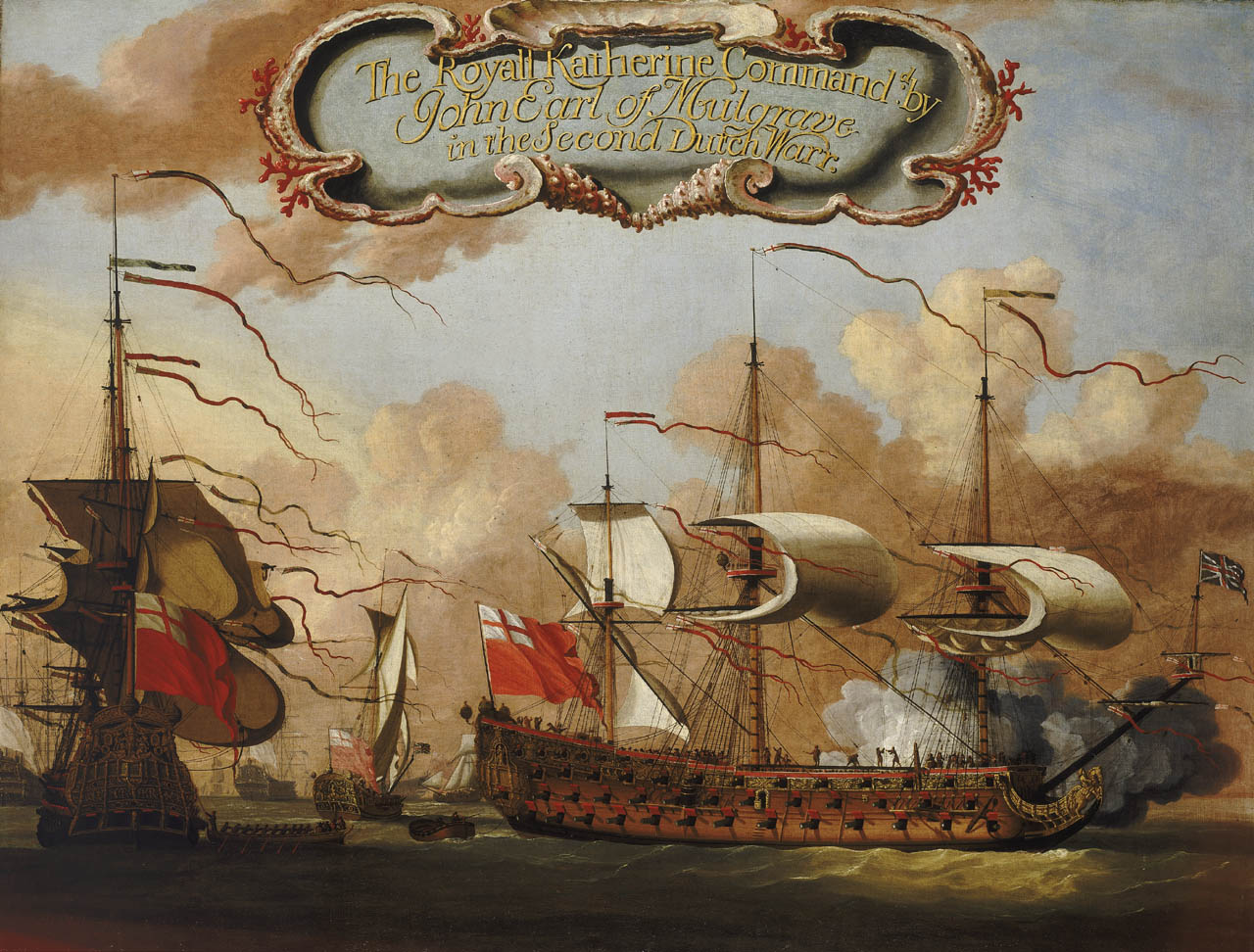
Die Royal Katherine um 1664

- London 64 (1656)
- Royal Katherine 76 (1664)
- Royal Oak 76 (1664)
- Loyal London 80 (1666)
- Victory 76 (1666) – Rebuild
- French Ruby 66 (1666)
- Saint Michael 90 (1669)

### 3. Rang

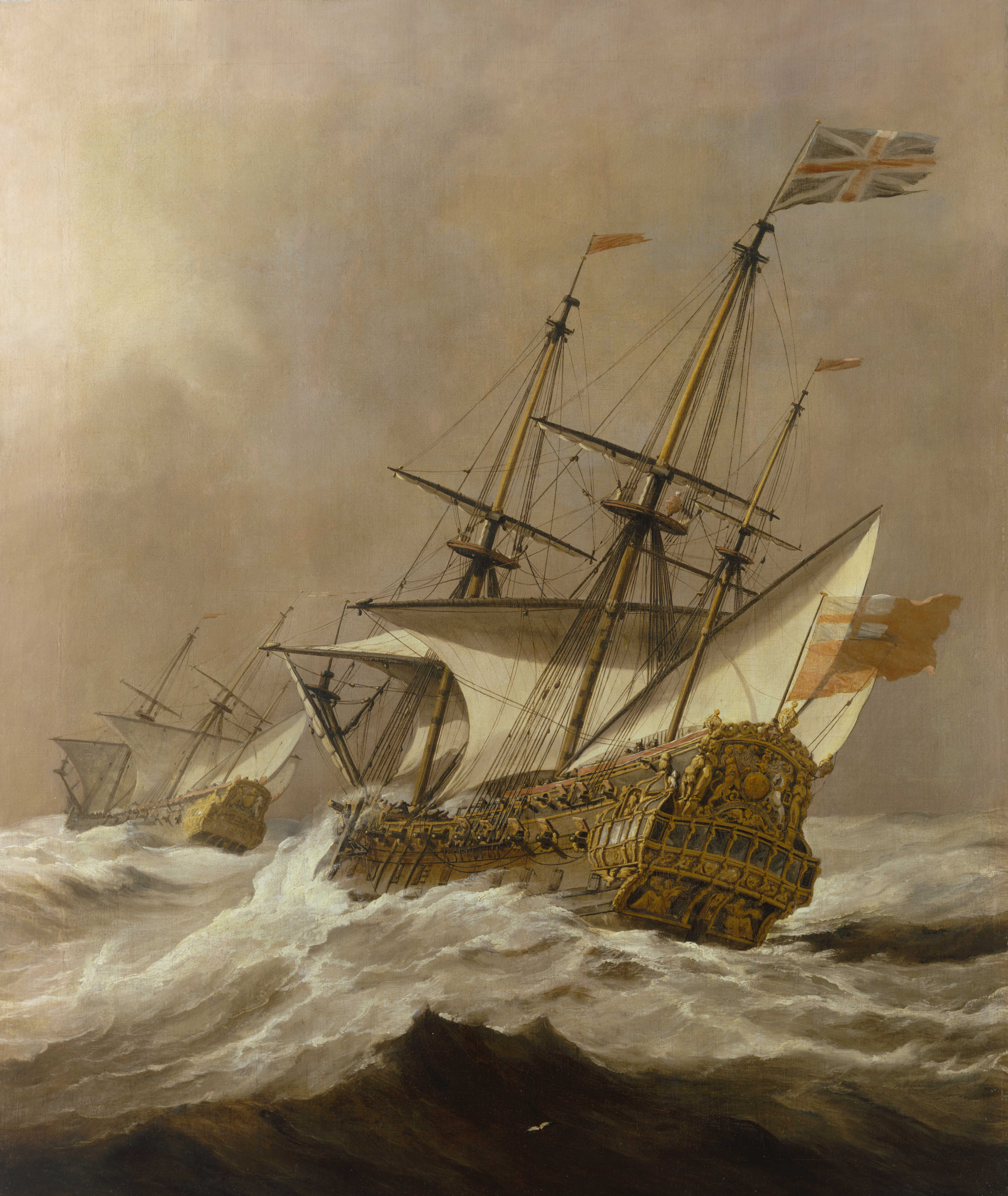
Die Resolution um 1678

- Clove Tree 62 (1665)
- House of Sweeds 70 (1665)
- Golden Phoenix 70 (1665)
- Slothany 60 (1665)
- Helverson 60 (1665)
- Cambridge 64 (1666)
- Warspite 64 (1666)
- Defiance 64 (1666)
- Rupert 64 (1666)
- Resolution 64 (1667)
- Monmouth 64 (1667)
- Edgar 72 (1668)
- Swiftsure 66 (1673)
- Harwich 66 (1674)
- Royal Oak 70 (1674)
- Defiance 64 (1675)
- Arms of Rotterdam 60 (1674)
- Montague 62

### 4. Rang
- West Friesland 54 (1665)
- Seven Oaks 52 (1665)
- Charles V 52 (1665)
- Guilder de Ruyter 50 (1665)
- Maria Sancta 50 (1665)
- Mars 50 (1665)
- Delft 48 (1665)
- St Paul 48 (1665)
- Hope 44 (1665)
- Black Spread Eagle 44 (1665)
- Golden Lion 42 (1665)
- Zealand 42 (1665)
- Unity 42 (1665)
- Young Prince 38 (1665)
- Black Bull 36 (1665)

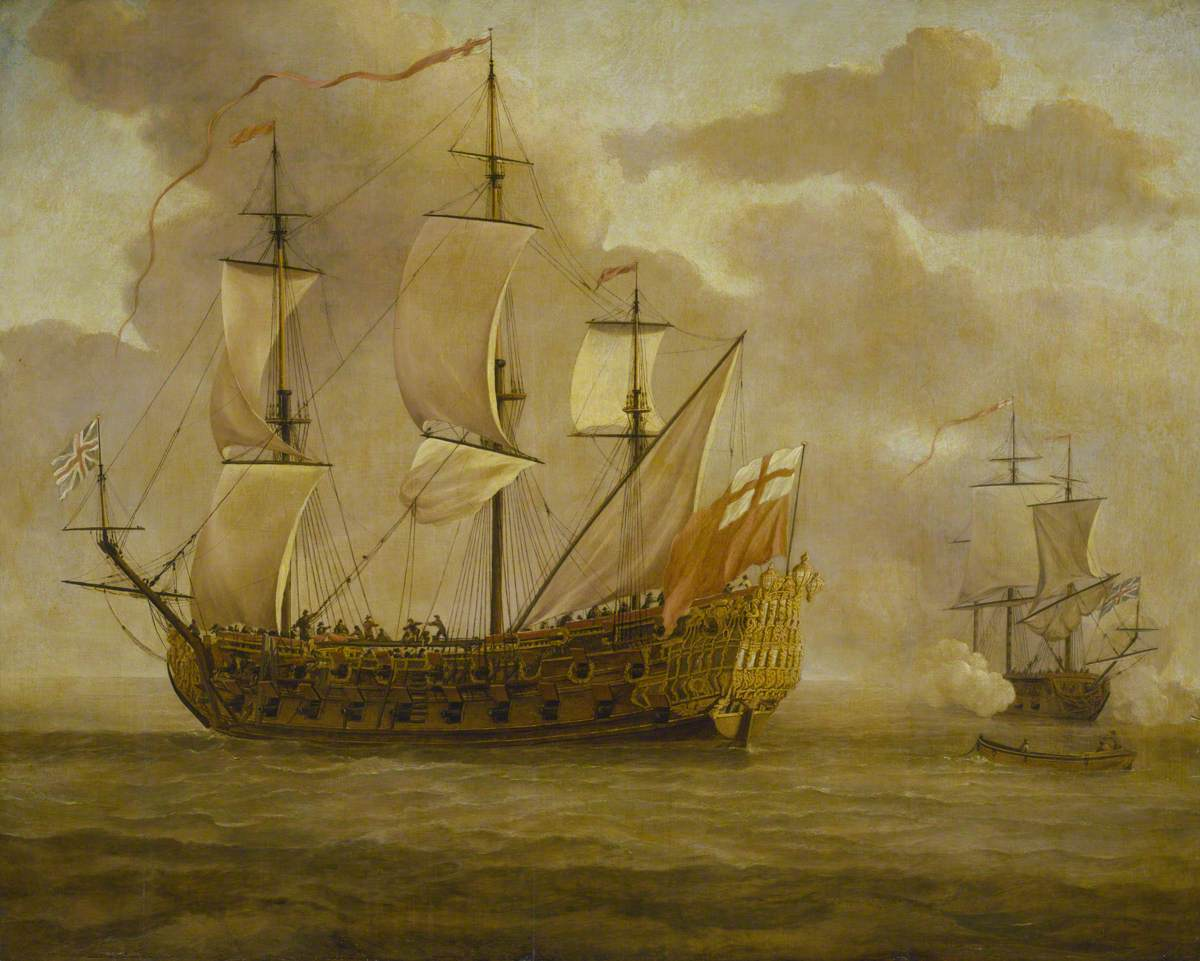
Die Woolwich um 1677

- Constant Warwick 42 (1666) – Rebuild
- St Patrick 48 (1666)
- Greenwich 54 (1666)
- St David 54 (1667)
- Stathouse van Harlem 46 (1667)
- Stavoreen 48 (1672)
- Arms of Terver 48 (1673)
- Oxford 54 (1674)
- Woolwich 54 (1675)
- Kingfisher 46 (1675)

## Liste der Linienschiffe der Royal Navy (1677–88)

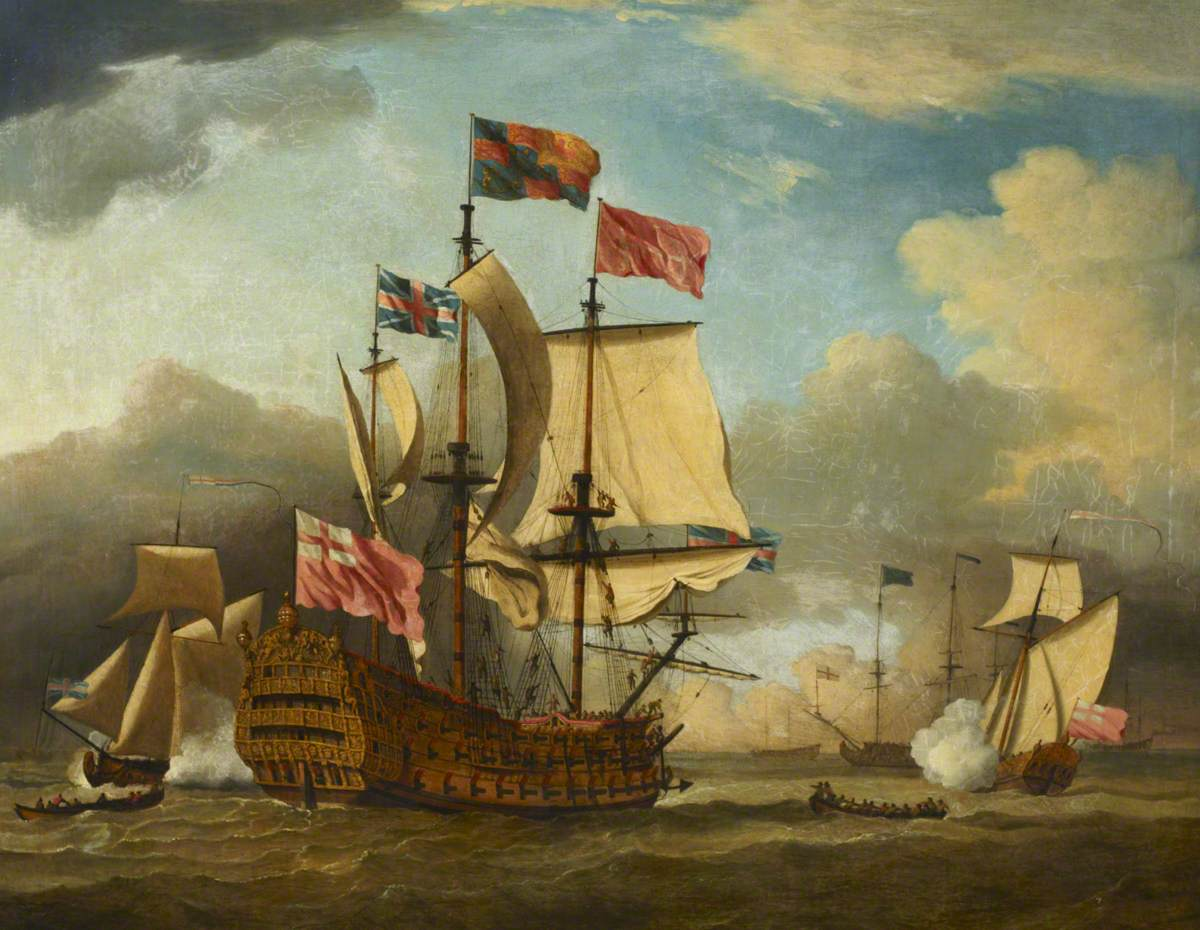
Die Britannia und andere Schiffe

### Das Dreißig-Schiffe-Programm von 1677
Dieses Programm wurde vom Parlament am 5. März 1677 genehmigt.
1. Ranges
- Britannia 100 (1682)

2. Ranges
- Vanguard 90 (1678)
- Windsor Castle 90 (1679)
- Sandwich 90 (1679)
- Duchess 90 (1679)
- Albemarle 90 (1680)
- Neptune 90 (1683)
- Duke 90 (1682)
- Ossory 90 (1682)
- Coronation 90 (1685)

3. Ranges
- 1677 Construction Programme 70/62-Gun-Ship 1677 Order
  - Lenox 70 (1678)
  - Restoration 70 (1678)
  - Hampton Court 70 (1678)
  - Anne 70 (1678)
  - Berwick 70 (1679)
  - Burford 70 (1679)
  - Eagle 70 (1679)
  - Expedition 70 (1679)
  - Grafton 70 (1679)
  - Pendennis 70 (1679)
  - Northumberland 70 (1679)
  - Captain 70 (1678)
- 1677 Construction Programme 70/62-Gun-Ship 1678 Order
  - Hope 70 (1678)
  - Essex 70 (1679)
  - Kent 70 (1679)
  - Elizabeth 70 (1679)
  - Stirling Castle 70 (1679)
  - Bredah 70 (1679)
  - Exeter 70 (1680)
  - Suffolk 70 (1680)

4. Ranges (1683–88)
- Mordaunt 46 (c. 1681)
- Deptford 50 (1687)
- St Albans 50 (1687)
- Sedgemoor 50 (1687)

### Rebuilds (1677–88)
- Royal Sovereign (1. Ranges) 100 (1685)
- Mary (3. Ranges) 60 (1688)
- Tiger (4. Ranges) 44 (1681)
- Bonaventure (4. Ranges) 48 (1683)
- Hampshire (4. Ranges) 46 (1686)
- Assistance (4. Ranges) 48 (1687)
- Ruby (4. Ranges) 48 (1687)

### Erbeutete Schiffe
Die Royal Navy nahm die folgenden von den Algeriern (algerischen Korsaren) erbeuteten Schiffe in Dienst
- Marigold 44
- Tiger Prize 48
- Golden Horse 46
- Half Moon 44
- Two Lions 44

## Liste der Linienschiffe der Royal Navy (1688–97)

### Das Siebenundzwanzig-Schiffe-Programm von 1691
Dieses Programm wurde vom Parlament am 10. Oktober 1690 genehmigt.
- 2. Ranges
  - Association 90 (1697)
  - Barfleur 90 (1697)
  - Namur 90 (1697)
  - Triumph 90 (1698)
- 3. Ranges mit 3 Decks
  - Shrewsbury 80 (1695)
  - Cumberland 80 (1695)
  - Ranelagh 80 (1697)
  - Somerset 80 (1698)
- 3. Ranges mit 2 Decks
  - Devonshire 80 (1692)
  - Cornwall 80 (1692)
  - Boyne 80 (1692)
  - Russell 80 (1692)
  - Norfolk 80 (1693)
  - Humber 80 (1693)
  - Sussex 80 (1693)
  - Torbay 80 (1693)
  - Lancaster 80 (1694)
  - Dorsetshire 80 (1694)
  - Cambridge 80 (1695)
  - Chichester 80 (1695)
  - Newark 80 (1695)
  - Bredah 70 (1692)
  - Ipswich 70 (1693)
  - Yarmouth 70 (1695)
  - Bedford 70 (1698)
  - Orford 70 (1698)
  - Nassau 70 (1699)
  - Revenge 70 (1699)
  - Dreadnought 64 (1691)
  - Medway 60 (1693)
  - Carlisle 60 (1693)
  - Winchester 60 (1693)
  - Canterbury 60 (1693)
  - Sunderland 60 (1694)
  - Pembroke 60 (1694)
  - Gloucester 60 (1695)
  - Windsor 60 (1695)
  - Kingston 60 (1697)
  - Exeter 60 (1697)
- 4. Ranges
  - Bestellung 1690–92
    - Chatham (1691)
    - Centurion (1691)
    - Chester (1691)
    - Norwich (1691)
    - Weymouth (1693)
    - Falmouth (1693)
    - Rochester (1693)
    - Portland (1693)
    - Southampton (1693)
    - Norwich (1693)
    - Dartmouth (1693)
    - Anglesea (1694)

  - Bestellung 1693
    - Colchester (1694)
    - Romney (1695)
    - Lichfield (1695)
    - Lincoln (1695)
    - Coventry (1695)
    - Severn (1695)
    - Burlington (1695)

  - Bestellung 1694
    - Harwich (1695)
    - Pendennis (1695)

  - Bestellung 1695
    - Blackwall (1696)
    - Guernsey (1696)
    - Nonsuch (1696)
    - Warwick (1696)
    - Hampshire 50 (1698)
    - Winchester 50 (1698)
    - Salisbury 50 (1698)
    - Worcester 50 (1698)
    - Dartmouth 42 (1698)
    - Jersey 50 (1698)
    - Carlisle 50 (1698)
    - Tilbury 50 (1699)

### Rebuilds
1. Ranges
- Royal William 100 (1692)
- Queen 100 (1693)
- Victory 100 (1695)

3. Ranges
- Royal Oak 74 (1690)
- Defiance 64 (1695)
- Swiftsure 66 (1696)

4. Ranges
- Crown 46 (1689)
- Dragon 46 (1690)
- Newcastle 52 (1692)
- Bristol 50 (1693)
- Dover 50 (1695)

### Erbeutete Schiffe, im Krieg von 1689–1697
- Content 70 (1686)
- Ruby Prize 48 (1695)
- Trident 58 (1695)
- Medway Prize 50 (1697)

## Liste der Linienschiffe der Royal Navy (1697–1706)
1. Ranges
- Royal Sovereign 100 (1701)
- Royal Anne 100 (1703)

### Neue Schiffe, Voranordnung, 1697–1706
- 4. Ranges
  - Nottingham 60 (1703)
  - Mary 60 (1704)
  - York 60 (1706)
  - Swallow 50 (1703)
  - Antelope 50 (1703)
  - Leopard 50 (1703)
  - Panther 50 (1703)
  - Newcastle 50 (1704)
  - Reserve 50 (1704)
  - Saint Albans 50 (1706)
  - Colchester 50 (1707)

#### Rebuilds 1697–1706
- 2. Ranges
  - Prince George 90 (1701)
  - St George 90 (1701)
  - Royal Katherine 90 (1702)
  - Union 90 (1704)
- 3. Ranges
  - Devonshire 80 (1704)
  - Chichester 80 (1706)
  - Cornwall 80 (1706)
  - Resolution 70 (1698)
  - Burford 70 (1699)
  - Eagle 70 (1699)
  - Expedition 70 (1699)
  - Kent 70 (1699)
  - Stirling Castle 70 (1699)
  - Suffolk 70 (1699)
  - Berwick 70 (1700)
  - Edgar 70 (1700)
  - Essex 70 (1700)
  - Grafton 70 (1700)
  - Hampton Court 70 (1701)
  - Lenox 70 (1701)
  - Northumberland 70 (1702)
  - Restoration 70 (1702)
  - Elizabeth 70 (1704)
  - Monmouth 66 (1700)
  - Warspite 66 (1702)
  - Rupert 66 (1703)
  - Defiance 66 (1707)
  - Montague 60 (1698)
  - Monck 60 (1702)
  - Dunkirk 60 (1704)
  - Plymouth 60 (1705)
  - Dreadnought 60 (1706)
  - Advice (1698)
  - Bonaventure (1699)
  - Greenwich (1699)
  - Southampton (1700)
  - Tiger (1702)
  - Falkland (1702)

## Liste der Linienschiffe der Royal Navy (1706–55)
Ab dem Jahr 1706 wurde Richtlinien für die Abmessungen und Bestückungen der Schiffe der Royal Navy festgelegt. Die jeweilige Ausführung der einzelnen Schiffe blieb aber weiter dem jeweiligen Schiffbaumeister überlassen.

### 1. Rang
- London 100 (1706) – Rebuild
- Royal George 100 (1715) – Rebuild
- Britannia 100 (1719) – Rebuild

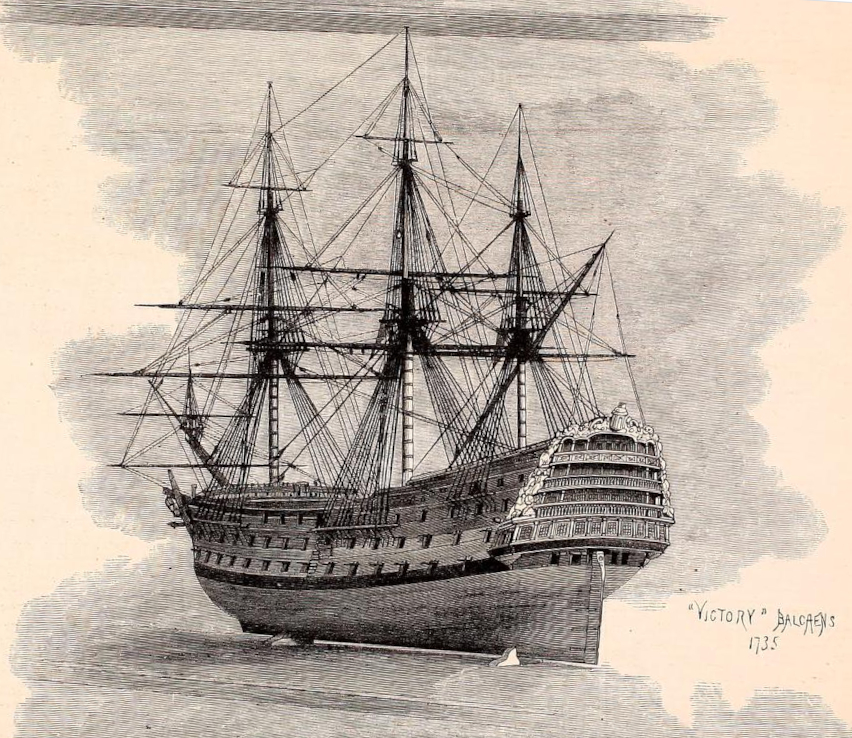
Darstellung der Victory

- Royal William 100 (1719) – Rebuild
- 1719 Establishment 100-Gun-Ship
  - Royal Sovereign 100 (1728) – Rebuild
- 1733 Establishment 100-Gun-Ship
  - Victory 100 (1737)
- 1745 Establishment 100-Gun-Ship
  - Royal George 100 (1756)
  - Britannia 100 (1762)

### 2. Rang
- 1706 Establishment 90-Gun-Ship
  - Marlborough 90 (1706) – Rebuild
  - Blenheim 90 (1709) – Rebuild
  - Vanguard 90 (1710) – Rebuild
  - Neptune 90 (1710) – Rebuild
  - Ossory 90 (1711) – Rebuild
  - Sandwich 90 (1712) – Rebuild
  - Barfleur 90 (1716) – Rebuild
- 1719 Establishment 90-Gun-Ship
  - Prince George 90 (1723) – Rebuild
  - Union 90 (1726) – Rebuild
  - Namur 90 (1729) – Rebuild
  - Neptune 90 (1730) – Rebuild
  - Marlborough 90 (1732) – Rebuild
- 1733 Establishment 90-Gun-Ship
  - Duke 90 (1739) – Rebuild
  - Saint George 90 (1740) – Rebuild
- 1741 Establishment 90-Gun-Ship
  - Ramillies 90 (1749) – Rebuild
  - Prince 90 (1750) – Rebuild
- Neptune-Klasse (Allin)
  - Neptune 90 (1756)
  - Union 90 (1756)
- Namur 90 (1756)

### 3. Rang
- 1706 Establishment 80-Gun-Ship
  - Boyne 80 (1708) – Rebuild
  - Humber 80 (1708) – Rebuild
  - Russell 80 (1709) – Rebuild
  - Devonshire 80 (1710) – Rebuild
  - Cumberland 80 (1710)
  - Dorsetshire 80 (1712)
  - Newark 80 (1713) – Rebuild
  - Shrewsbury 80 (1713) – Rebuild
  - Cambridge 80 (1715) – Rebuild
  - Torbay 80 (1719) – Rebuild
- 1719 Establishment 80-Gun-Ship
  - Lancaster 80 (1722) – Rebuild
  - Princess Amelia 80 (1726) – Rebuild
  - Cornwall 80 (1726) – Rebuild
  - Norfolk 80 (1728) – Rebuild
  - Princess Caroline 80 (1731) – Rebuild
  - Somerset 80 (1731) – Rebuild
  - Russell 80 (1735) – Rebuild
- 1733 Establishment 80-Gun-Ship
  - Boyne 80 (1739) – Rebuild
  - Cumberland 80 (1739) – Rebuild
- 1741 Establishment 80-Gun-Ship
  - Devonshire 80 (1745)
  - Newark 80 (1747)
- Cambridge 80 (1755)
- Princess Amelia 80 (1757)
- 1706 Establishment 70-Gun-Ship
  - Resolution 70 (1705)
  - Stirling Catsle 70 (1705)
  - Restoration 70 (1706)
  - Elizabeth 70 (1706)
  - Nassau 70 (1707)
  - Resolution 70 (1708)
  - Captain 70 (1708)
  - Edgar 70 (1709)
  - Grafton 70 (1709)
  - Hampton Court 70 (1709)
  - Yarmouth 70 (1709)
  - Orford 70 (1713)
  - Expedition 70 (1714)
  - Monmouth 70 (1718)
  - Revenge 70 (1718)
  - Suffolk 70 (1718)
  - Elizabeth 70 (1719)
- 1719 Establishment 70-Gun-Ship
  - Edinburgh 70 (1721)
  - Northumberland 70 (1721)
  - Captain 70 (1722)
  - Burford 70 (1722)
  - Stirling Castle 70 (1723)
  - Berwick 70 (1723)
  - Lenox 70 (1723)
  - Kent 70 (1724)
  - Grafton 70 (1725)
  - Ipswich 70 (1730)
  - Buckingham 70 (1731)
  - Prince of Orange 70 (1734)
- 1733 Establishment 70-Gun-Ship
  - Elizabeth 70 (1737)
  - Suffolk 70 (1739)
  - Prince Frederick 70 (1740)
  - Nassau 70 (1740)
  - Essex 70 (1740)
  - Bedford 70 (1741)
  - Royal Oak 70 (1741)
  - Stirling Castle 70 (1742)
  - Revenge 70 (1742)
  - Monmouth 70 (1742)
  - Captain 70 (1743)
  - Berwick 70 (1743)
- 1741 Establishment 64-Gun-Ship
  - Northumberland 64 (1743)
  - Edinburgh 64 (1744)
  - Kent 64 (1746)
- Hampton Court 64 (1744)
- Yarmouth 64 (1745)
- Culloden 74 (1747)
- Somerset 68 (1748)
- 1745 Establishment 68-Gun-Ship
  - Vanguard 68 (1748)
  - Grafton 68 (1750)
  - Swiftsure 68 (1750)
  - Northumberland 68 (1750)
  - Buckingham 68 (1751)
- Somerset 70 (1748)
- Orford 70 (1749)
- Chichester 70 (1753)
- Burford-Klasse (Allin)
  - Burford 68 (1757)
  - Dorsetshire 68 (1757)
  - Boyne 68 (1766)
- Temple-Klasse
  - Temple 68 (1758)
  - Conqueror 68 (1758)

### 4. Rang
- 1706 Establishment 60-Gun-Ship
  - Plymouth 60 (1708)
  - Gloucester 60 (1709)
  - Lion 60 (1709)
  - Rippon 60 (1712)
  - Defiance 60 (1715)
  - Rupert 60 (1716)
  - Montague 60 (1716)
  - Medway 60 (1718)
  - Kingston 60 (1719)
  - Nottingham 60 (1719)
- 1719 Establishment 60-Gun-Ship
  - Dreadnought 60 (1723)
  - Plymouth 60 (1722)
  - Canterbury 60 (1722)
  - Sunderland 60 (1724)
  - Windsor 60 (1729)
  - Deptford 60 (1732)
  - Pembroke 60 (1733)
  - Tilbury 60 (1733)
  - Warwick 60 (1733)
  - Swallow 60 (1732)
  - Dunkirk 60 (1734)
- 1719 Establishment 60-Gun-Ship – modified
  - Centurion 60 (1732)
  - Rippon 60 (1735)
- 1733 Establishment 60-Gun-Ship
  - Weymouth 60 (1736)
  - Worcester 60 (1735)
  - Strafford 60 (1735)
  - Superb 60 (1736)
  - Jersey 60 (1736)
  - Augusta 60 (1736)
  - Dragon 60 (1736)
  - Lion 60 (1738)
  - Kingston 60 (1740)
  - Rupert 60 (1740)
  - Princess Mary 60 (1742)
- 1733 Establishment 60-Gun-Ship – modified
  - Nottingham 60 (1745)
  - Exeter 60 (1744)
  - Medway 60 (1740)
  - Dreadnought 60 (1742)
- 1741 Establishment 60-Gun-Ship
  - Princess Louisa 58 (1744)
  - Defiance 58 (1744)
  - Canterbury 58 (1744)
  - Sunderland 58 (1745)
  - Tilbury 58 (1745)
  - Eagle 58 (1745)
  - Windsor 58 (1745)
- 1745 Establishment 60-Gun-Ship
  - Anson 60 (1747)
  - Tiger 60 (1747)
  - Saint Albans 60 (1747)
  - Weymouth 60 (1752)
- Medway-Klasse (Allin)
  - Medway 60 (1755)
  - York 60 (1753)
- Dunkirk-Klasse (Allin)
  - Dunkirk 60 (1754)
  - Achilles 60 (1757)
  - America 60 (1757)
- Montague 60 (1757)
- Pembroke 60 (1757)
- Rippon 60 (1758)
- 1706 Establishment 54-Gun-Ship
  - Salisbury 54 (1707)
  - Dragon 54 (1707)
  - Falmouth 54 (1708)
  - Ruby 54 (1708)
  - Chester 54 (1708)
  - Romney 54 (1708)
  - Pembroke 54 (1710)
  - Assistance 54 (1710)
  - Warwick 54 (1711)
  - Bristol 54 (1711)
  - Bonaventure 54 (1711)
  - Gloucester 54 (1711)
  - Ormonde 54 (1711)
  - Advice 54 (1712)
  - Strafford 54 (1714)
  - Worcester 54 (1714)
  - Rochester 54 (1716)
  - Panther 54 (1716)
  - Dartmouth 54 (1716)
- 1706 Establishment 50-Gun-Ship
  - Nonsuch 50 (1717)
  - Salisbury 50 (1717)
  - Guernsey 50 (1717)
  - Winchester 50 (1717)
  - Saint Albans 50 (1718)
  - Norwich 50 (1718)
  - Weymouth 50 (1719)
  - Deptford 50 (1719)
  - Tiger 50 (1722)
- 1719 Establishment 50-Gun-Ship
  - Falkland 50 (1720)
  - Leopard 50 (1721)
  - Chatham 50 (1721)
  - Colchester 50 (1721)
  - Argyll 50 (1722)
  - Portland 50 (1723)
  - Assistance 50 (1725)
  - Romney 50 (1726)
  - Salisbury 50 (1726)
  - Oxford 50 (1727)
  - Falmouth 50 (1729)
  - Greenwich 50 (1730)
  - Lichfield 50 (1730)
  - Newcastle 50 (1732)
- 1733 Establishment 50-Gun-Ship
  - Gloucester 50 (1737)
  - Staint Albans 50 (1737)
  - Severn 50 (1739)
  - Guernsey 50 (1740)
  - Woolwich 50 (1741)
  - Dartmouth 50 (1741)
  - Sutherland 50 (1741)
  - Leopard 50 (1741)
  - Hampshire 50 (1741)
  - Nonsuch 50 (1741)
  - Antelope 50 (1742)
  - Preston 50 (1742)
- 1741 Establishment 50-Gun-Ship
  - Harwich 50 (1743)
  - Colchester 50 (1744)
  - Falkland 50 (1744)
  - Chester 50 (1744)
  - Winchester 50 (1744)
  - Portland 50 (1744)
  - Maidstone 50 (1744)
  - Panther 50 (1746)
  - Gloucester 50 (1745)
  - Norwich 50 (1745)
  - Ruby 50 (1745)
  - Advice 50 (1745)
  - Salisbury 50 (1745)
  - Lichfield 50 (1746)
  - Colchester 50 (1746)
- 1741 Establishment 50-Gun-Ship – modified / Bristol-Klasse (Holland)
  - Bristol 50 (1746)
  - Rochester 50 (1749)
- 1745 Establishment 50-Gun-Ship
  - Assistance 50 (1747)
  - Severn 50 (1747)
  - Tavistock 50 (1747)
  - Greenwich 50 (1747)
  - Newcastle 50 (1750)
  - Falmouth 50 (1752)
  - Preston 50 (1757)
- Chatham 50 (1758)

### Erbeutete Schiffe
- Erbeutet in der Seeschlacht bei Vigo, 12. Oktoberjul. / 23. Oktober 1702greg.
  - Prompt Prize 76 – ehemals französische Prompt 76
  - Assurance 70 – ehemals französische Assuré 60
  - Ferme 70 – ehemals französische Ferme
  - Moderate 64 – ehemals französische Modéré
  - Triton 42 – ehemals französische Triton
- Hazardous 54 – ehemals französische Hasardeux, erbeutet 14. November 1703
- Falkland Prize 54 – ehemals französische Seine (Armer en flûte), erbeutet 15. Juli 1704
- Arrogant 60 – ehemals französische Arrogant erbeutet 20. März 1705
- August 60 – ehemals französische Auguste, erbeutet 8. Augustjul. / 19. August 1705greg.
- Superb 64 – ehemals französische Superbe, erbeutet 29. Juli 1710
- Moor 54 – ehemals französische Maure, erbeutet 13. Dezember 1710
- Princess 70 – ehemals spanische Princessa, erbeutet am 8. April 1740
- Vigilant 58 – ehemals französische Vigilant, erbeutet am 19. Mai 1745
- Portland's Prize 50 – ehemals französische L'Auguste, erbeutet am 9. Februar 1746
- Mars 64 – ehemals französische Le Mars, erbeutet am 11. Oktober 1746
- Erbeutet bei der Ersten Seeschlacht am Kap Finisterre, 3. Mai 1747
  - Intrepid 64 – ehemals französische Le Sérieux
  - Invincible 74 – ehemals französische Invincible
  - Isis 50 – ehemals französische Le Diamant
  - Rubis 52 – ehemals französische Rubis
  - Jason 50 – ehemals französische Jason
- Erbeutet bei der Zweiten Seeschlacht am Kap Finisterre, 14. Oktober 1747
  - Monarch 74 – ehemals französische Monarque
  - Terrible 74 – ehemals französische Terrible
  - Fougueux 64 – ehemals französische Fougueux
  - Trident 64 – ehemals französisch Trident
  - Severn 50/56 – ehemals französische Severn
  - Neptune 70/74 – ehemals französische Neptune
- Glory 70 – ehemals spanische Glorioso erbeutet Oktober 1747
- Magnanime 74 – ehemals französische Magnanime, erbeutet am 31. Januar 1748

## Liste der Linienschiffe der Royal Navy (1755–85)
Bis kurz vor oder nach der Ernennung von George Anson zum Ersten Lord der Admiralität im Jahr 1751 wurde das System der Ausschreibungen für den Entwurf britischer Kriegsschiffe aufgegeben, und mit der Ernennung von Thomas Slade und William Bately zu gemeinsamen Inhabern des Amtes des Surveyor of the Navy im Jahr 1755 wurden neue Grundsätze für die Zusammensetzung der Schlachtflotte festgelegt. Das Navy Board stellte den Bau weiterer Dreidecker mit 80 Kanonen ein. Auch die Produktion der Schiffe mit 70 und 60 Kanonen wurde eingestellt. Stattdessen wurden diese Klassen durch neue Schiffe mit 74 und 64 Kanonen ersetzt. Zwar wurden weiterhin 50-Kanonen- und 44-Kanonen-Zweidecker gebaut, aber die Marine hielt die 50-Kanonen-Schiffe nicht mehr für stark genug, um als Linienschiffe zu dienen.

### 1. Rang
- Victory 100 (1765)
- Royal Sovereign 100 (1786)
- Royal-George-Klasse (Hunt)
  - Royal George 100 (1788)
  - Queen Charlotte 100 (1790)
  - Queen Charlotte 104 (1810)

### 2. Rang
- Sandwich-Klasse (Slade)
  - Sandwich 90 (1759)
  - Blenheim 90 (1761)
  - Ocean 90 (1761)
- London-Klasse (Slade)
  - London 90 (1766)
  - Prince 98 (1788)
  - Impregnable 98 (1786)
  - Windsor Castle 98 (1790)
- Barfleur-Klasse (Slade)
  - Barfleur 90 (1768)
  - Prince George 90 (1772)
  - Princess Royal 90 (1773)
  - Formidable 90/98 (1777)
- Queen 90 (1769)
- Duke-Klasse (Williams)
  - Duke 98 (1777)
  - Glory 98 (1788)
  - St George 98 (1785)
  - Atlas 98 (1782)
- Boyne-Klasse (Hunt)
  - Boyne 98 (1790)
  - Prince of Wales 98 (1794)

### 3. Rang
- Caesar 80 (1793)
- Dublin-Klasse (Slade)
  - Dublin 74 (1757)
  - Norfolk 74 (1757)
  - Lenox 74 (1758)
  - Mars 74 (1759)
  - Shrewsbury 74 (1758)
  - Warspite 74 (1758)
  - Resolution 74 (1758)
- Fame 74 (1759)
- Hero 74 (1759)
- Hercules-Klasse (Slade)
  - Hercules 74 (1759)
  - Thunderer 74 (1760)
- Valiant-Klasse
  - Valiant (1759)
  - Triumph (1764)
- Bellona-Klasse (Slade)
  - Bellona 74 (1760)
  - Dragon 74 (1760)
  - Superb 74 (1760)
  - Kent 74 (1762)
  - Defence 74 (1763)
- Arrogant-Klasse (Slade)
  - Arrogant 74 (1761)
  - Cornwall 74 (1761)
  - Edgar 74 (1779)
  - Goliath 74 (1781)
  - Zealous 74 (1785)
  - Audacious 74 (1785)
  - Elephant 74 (1786)
  - Bellerophon 74 (1786)
  - Saturn 74 (1786)
  - Vanguard 74 (1787)
  - Excellent 74 (1787)
  - Illustrious 74 (1789)
- Canada-Klasse (Bately)
  - Canada 74 (1765)
  - Majestic 74 (1785)
  - Orion 74 (1787)
  - Captain 74 (1787)
- Albion-Klasse (Slade)
  - Albion 74 (1763)
  - Grafton 74 (1771)
  - Alcide 74 (1779)
  - Fortitude 74 (1780)
  - Irresistible 74 (1782)
- Ramillies-Klasse (Slade)
  - Ramillies 74 (1763)
  - Monarch 74 (1765)
  - Magnificent 74 (1766)
  - Marlborough 74 (1767)
- Suffolk 74 (1765)
- modifizierte Ramillies-Klasse (Slade)
  - Terrible 74 (1762)
  - Russell 74 (1764)
  - Invincible 74 (1765)
  - Robust 74 (1764)
  - Prince of Wales 74 (1765)
- Ajax 74 (1767)
- Royal-Oak-Klasse (Williams)
  - Royal Oak 74 (1769)
  - Conqueror 74 (1773)
  - Bedford 74 (1775)
  - Hector 74 (1774)
  - Vengeance 74 (1774)
  - Sultan 74 (1775)
- Egmont 74 (1768)
- Elizabeth-Klasse (Slade)
  - Elizabeth 74 (1769)
  - Resolution 74 (1770)
  - Cumberland 74 (1774)
  - Berwick 74 (1775)
  - Bombay Castle 74 (1782)
  - Powerful 74 (1783)
  - Defiance 74 (1783)
  - Swiftsure 74 (1787)
- Culloden-Klasse (Slade)
  - Culloden 74 (1776)
  - Thunderer 74 (1783)
  - Venerable 74 (1784)
  - Victorious 74 (1785)
  - Ramillies 74 (1785)
  - Terrible 74 (1785)
  - Hannibal 74 (1786)
  - Theseus 74 (1786)
- Alfred-Klasse (Williams)
  - Alfred 74 (1778)
  - Alexander 74 (1778)
  - Warrior 74 (1781)
  - Montague 74 (1779)
- Ganges-Klasse (Hunt)
  - Ganges 74 (1782)
  - Culloden 74 (1783)
  - Tremendous 74 (1784)
  - Invincible 74 (1808)
  - Minden 74 (1810)
  - Minotaur 74 (1816)
- Carnatic-Klasse
  - Leviathan 74 (1790)
  - Carnatic 74 (1783)
  - Colossus 74 (1787)
  - Minotaur 74 (1793)
- Asia 64 (1764)
- Essex-Klasse (Slade)
  - Essex 64 (1760)
  - Africa 64 (1761)
- St Albans-Klasse (Slade)
  - St Albans 64 (1764)
  - Augusta 64 (1763)
  - Director 64 (1784)
- Exeter-Klasse (Bately)
  - Exeter 64 (1763)
  - Europa 64 (1765)
  - Trident 64 (1768)
  - Prudent 64 (1768)
- Ardent-Klasse (Slade)
  - Ardent 64 (1764)
  - Raisonnable 64 (1768)
  - Agamemnon 64 (1781)
  - Belliqueux 64 (1781)
  - Stately 64 (1784)
  - Nassau 64 (1785)
  - Indefatigable 64 (1784)
- Worcester-Klasse (Slade)
  - Worcester 64 (1769)
  - Stirling Castle 64 (1775)
  - Lion 64 (1777)
- Intrepid-Klasse (Williams)
  - Intrepid 64 (1770)
  - Monmouth 64 (1772)
  - Defiance 64 (1772)
  - Nonsuch 64 (1774)
  - Ruby 64 (1776)
  - Vigilant 64 (1774)
  - Eagle 64 (1774)
  - America 64 (1777)
  - Anson 64 (1781)
  - Polyphemus 64 (1782)
  - Magnanime 64 (1780)
  - Sampson 64 (1781)
  - Repulse 64 (1780)
  - Diadem 64 (1782)
  - Standard 64 (1782)
- Inflexible-Klasse (Williams)
  - Inflexible 64 (1780)
  - Africa 64 (1781)
  - Dictator 64 (1783)
  - Sceptre 64 (1781)
- Crown-Klasse (Hunt)
  - Crown 64 (1782)
  - Ardent 64 (1782)
  - Scipio 64 (1782)
  - Veteran 64 (1787)

### 4. Rang
- Edgar-Klasse (Slade)
  - Edgar 60 (1758)
  - Panther 60 (1758)
  - Firm 60 (1759)

Es sei darauf hingewiesen, dass die Schiffe mit 50 Kanonen ab 1756 nicht mehr als Linienschiffe gezählt wurden, da die Marine sie nicht mehr als stark genug ansah, um in der Schlachtlinie zu kämpfen.
- Warwick 50 (1767)
- Romney 50 (1762)
- Salisbury-Klasse (Slade)
  - Salisbury 50 (1769)
  - Centurion 50 (1774)
- Portland-Klasse (Williams)
  - Portland 50 (1770)
  - Bristol 50 (1775)
  - Renown 50 (1774)
  - Isis 50 (1774)
  - Leopard 50 (1790)
  - Hannibal 50 (1779)
  - Jupiter 50 (1778)
  - Leander 50 (1780)
  - Adamant 50 (1780)
  - Assistance 50 (1781)
  - Europa 50 (1783)
- Experiment-Klasse (Williams)
  - Experiment 50 (1774)
  - Medusa 50 (1785)
- Grampus-Klasse (Hunt)
  - Grampus 50 (1782)
  - Cato 50 (1782)
  - Trusty 50 (1782)

### Erbeutete Schiffe
- Erbeutet beim Seegefecht vom 8. Juni 1755
  - Alcide 64 (1743), ehemals französische Alcide
  - Lys 64 (1746), ehemals französische Lys
- Duc D'Aquitaine 64 (1754), ehemals französische Duc d'Aquitaine, erbeutet 30. Mai 1757
- Foudroyant 80 (1750), ehemals französische Foudroyant, erbeutet in der Seeschlacht von Cartagena 1758
- Raisonnable 64 (1756), ehemals französische Rainsonnable, erbeutet 29. Mai 1758
- Bienfaisant 64 (1754), ehemals französische Bienfaisant, erbeutet 25. Juli 1758
- Belliqueux 64 (1756), ehemals französische Belliqueux, erbeutet 2. November 1758
- St. Florentin 60 (1758), ehemals französische Comte des Saint Florentin, erbeutet am 4. April 1759
- Erbeutet in der Seeschlacht bei Lagos, 18. August 1759
  - Temeraire 74 (1749), ehemals französische Téméraire
  - Centaur 74 (1757), ehemals französische Centaure
  - Modeste 64 (1759), ehemals französische Modeste
- Formidable 80 (1751), ehemals französische Formidable, erbeutet in der Seeschlacht in der Bucht von Quiberon 1759
- Belleisle 64 (1760), ehemals französische Belleisle, erbeutet 3. April 1761
- Courageux 74 (1753), ehemals französische Courageux, erbeutet 13. August 1761
- Saint Ann 64 (1759, ehemals französische Saint Ann, erbeutet 1761)
- San Antonio 70 (1761, ehemals spanische San Antonio, erbeutet 1762)
- Prince William 64 (ehemals spanische Guipuscoana, erbeutet 1780)
- Erbeutet in der Seeschlacht bei Kap St. Vincent, 16. Januar 1780
  - Gibraltar 80 (1749), ehemals spanische Real Fenix
  - Princessa 70 (1750), ehemals spanische Princessa
  - Monarca 70 (1756), ehemals spanische Monarca
  - Diligent 70 (1756), ehemals spanische Diligente
- San Miguel 70 (1773), ehemals spanische San Miguel, erbeutet 1780
- Prothee 64 (1772), ehemals französische Protée, erbeutet 24. Frebuar 1780
- Princess Caroline, ehemals niederländisch, erbeutet 1780
- Rotterdam 50, ehemals niederländisch, erbeutet 1781
- Caesar 74, ehemals französische César, erbeutet 1782
- Erbeutet in der Seeschlacht von Les Saintes, 12. April 1782
  - Hector 74 (1755), ehemals französische Hector
  - Glorieux 74 (1756), ehemals französische Glorieux
  - Tiger 64 (1764), ehemals französische Ardent
  - Ville de Paris 104 (1767)
- Erbeutet beim Seegefecht in der Mona-Passage, 19. April 1782
  - Caton 64 (1777), ehemals französische Caton
  - Argonaut 64 (1779), ehemals französische Jason
- Pegase 74 (1781, ehemals französische Pégase, erbeutet 21. April 1782)
- Solitaire 64 (1774), ehemals französische Solitaire, erbeutet 6. Dezember 1782

## Liste der Linienschiffe der Royal Navy (1785–1830)

### 1. Rang
- Caledonia-Klasse (Rule)
  - Caledonia 120 (1808)
  - Britannia 120 (1820)
  - Prince Regent 120 (1823)
  - Royal George 120 (1827)
  - Neptune 120 (1832)
  - Royal William 120 (1833)
  - Waterloo 120 (1833)
  - Saint George 120 (1840)
  - Trafalgar 120 (1841)
- Nelson-Klasse
  - Nelson 120 (1814)
  - Saint Vincent 120 (1815)
  - Howe 120 (1815)
- St Lawrence 112 (1814)
- Ville de Paris 110 (1795)
- Hibernia 110 (1804)
- Ocean 110 (1805)
- Impregnable 104 (1810)
- Trafalgar 100 (1820)
- Princess-Charlotte-Klasse (Rule)
  - Princess Charlotte 104 (1825)
  - Royal Adelaide 104 (1828)

### 2. Rang

#### Dreidecker
- Neptune-Klasse (Henslow)
  - Dreadnought 98 (1801)
  - Neptune 98 (1797)
  - Temeraire 98 (1798)
- Boyne-Klasse
  - Boyne 98 (1810)
  - Union 98 (1811)

#### Zweidecker
- Canopus-Klasse (Seppings)
  - Formidable 84 (1825)
  - Ganges 84 (1821)
- modifizierte Canopus-Klasse
  - Powerful 84 (1826)
  - Vengeance 84 (1824)
  - Monarch 84 (1832)
  - Thunderer 84 (1831)
  - Asia 84 (1824)
  - Bombay 84 (1828)
  - Clarence 84 (1827)
- Calcutta 84 (1831)

### 3. Rang
- Foudroyant 80 (1798)
- Rochfort 80 (1814)
- Waterloo 80 (1818)
- Cambridge 80 (1815)
- Indus 80 (1839)
- Hindostan 80 (1841)
- Brunswick 74 (1790)
- Mars-Klasse (Henslow)
  - Mars 74 (1794)
  - Centaur 74 (1797)
  - Conqueror 74 (1801)
- Courageux 74 (1800)
- Plantagenet 74 (1801)
- Bulwark 74 (1807)
- Ajax-Klasse – modifizierte Version der Valiant-Klasse
  - Ajax 74 (1798)
  - Kent 74 (1798)
- Dragon 74 (1798)
- Northumberland-Klasse
  - Northumberland 74 (1798)
  - Renown 74 (1798)
- Spencer 74 (1800)
- Pompée-Klasse
  - Superb 74 (1798)
  - Achilles 74 (1798)
- Revenge 74 (1806)
- Milford 74 (1806)
- Colossus-Klasse (Henslow)
  - Colossus 74 (1803)
  - Warspite 74 (1807)
- Fame/Hero-Klasse (Henslow)
  - Fame 74 (1805)
  - Albion 74 (1802)
  - Hero 74 (1803)
  - Illustrious 74 (1803)
  - Marlborough 74 (1807)
  - York 74 (1807)
  - Hannibal 74 (1810)
  - Sultan 74 (1807)
  - Royal Oak 74 (1809)
- modifizierte Carnatic-Klasse
  - Aboukir 74 (1807)
  - Bombay 74 (1808)
- Swiftsure-Klasse (Henslow)
  - Swiftsure 74 (1804)
  - Victorious 74 (1808)
- Repulse-Klasse (Rule)
  - Repulse 74 (1803)
  - Eagle 74 (1804)
  - Sceptre 74 (1802)
  - Magnificent 74 (1806)
  - Valiant 74 (1807)
  - Elizabeth 74 (1807)
  - Cumberland 74 (1807)
  - Venerable 74 (1808)
  - Talavera 74 (1818)
  - Belleisle 74 (1819)
  - Malabar 74 (1818)
- Blake-Klasse
  - Blake 74 (1808)
  - San Domingo 74 (1809)
- Armada/Vengeur-Klasse
  - Armada 74 (1810)
  - Cressy 74 (1810)
  - Vigo 74 (1810)
  - Vengeur 74 (1810)
  - Ajax 74 (1809)
  - Conquestador 74 (1810)
  - Poictiers 74 (1809)
  - Berwick 74 (1809)
  - Egmont 74 (1810)
  - Clarence 74 (1812)
  - Edinburgh 74 (1811)
  - America 74 (1810)
  - Scarborough 74 (1812)
  - Asia 74 (1811)
  - Mulgrave 74 (1812)
  - Anson 74 (1812)
  - Gloucester 74 (1812)
  - Rodney 74 (1809)
  - La Hogue 74 (1811)
  - Dublin 74 (1812)
  - Barham 74 (1811)
  - Benbow 74 (1813)
  - Stirling Castle 74 (1811)
  - Vindictive 74 (1813)
  - Blenheim 74 (1813)
  - Duncan 74 (1811)
  - Rippon 74 (1812)
  - Medway 74 (1812)
  - Cornwall 74 (1812)
  - Pembroke 74 (1812)
  - Indus 74 (1812)
  - Redoubtable 74 (1815)
  - Devonshire 74 (1812)
  - Defence 74 (1815)
  - Hercules 74 (1815)
  - Agincourt 74 (1817)
  - Pitt 74 (1816)
  - Wellington 74 (1816)
  - Russell 74 (1822)
- Cornwallis-Klasse
  - Cornwallis 74 (1813) –
  - Wellesley 74 (1815)
  - Carnatic 74 (1823)
- Black-Prince-Klasse

Die Wellesley gehörte zwar offiziell zu dieser Klasse, doch gingen die Pläne für ihren Bau 1812 verloren, als sie sich an Bord der Java befand, die von den Amerikanern gekapert wurde; sie wurde also nach dem Vorbild der Cornwallis gebaut (siehe oben).
- - Black Prince 74 (1816)
  - Melville 74 (1817)
  - Hawke 74 (1820)
- Chatham 74 (1812)
- Hastings 74 (1819)
- Imaun 70 (1826)

### 4. Rang
- Antelope-Klasse (Henslow)
  - Antelope 50 (1802)
  - Diomede 50 (1798)
  - Grampus 50 (1802)
- Jupiter-Klasse
  - Jupiter 50 (1813)
  - Salisbury 50 (1814)
  - Romney 50 (1815)
  - Isis 50 (1819)

### Umgerüstete Ostindienschiffe
- Calcutta – Kiellegung  1788 als Warley
- Grampus – Kiellegung  1787 als Ceres
- Hindostan – Kiellegung  1789 als Hindostan
- Abergavenny – Kiellegung 1789 als Earl of Abergavenny
- Malabar – Kiellegung 1789 als
- Glatton – Kiellegung 1792 als Glatton
- Coromandel – Kiellegung als Winterton
- Madras – Kiellegung als Lascelles
- Weymouth – Kiellegung als Earl Mansfield
- Malabar – Kiellegung  1798 als Cuvera
- Hindostan – Kiellegung 1798 als Admiral Rainier

### Erbeutete Schiffe

#### Französische Schiffe
- Erbeutet bei der Schlacht bzw. Belagerung von Toulon, 29. August bis 18. Dezember 1793
  - Commerce de Marseille 118 (1788)
  - Pompée 74 (1791)
- Erbeutet bei der Seeschlacht am 13. Prairial, 1. Juni 1794
  - Juste 80 (1784)
  - Ça Ira 80 (1784)
  - Sans Pareil 80 (1793)
  - Impétueux 74 (1788), ehemals französische America
- Erbeutet bei der Seeschlacht bei der Île de Groix, 23. Juni 1795
  - Alexander 74 (1774), ehemals französische Alexandre und davor britische Alexander
  - Tigre 74 (1793)
  - Belleisle 74 (1788), ehemals französische Formidable
- Hercule 74 (1797), erbeutet am 21. April 1798
- Erbeutet bei der Seeschlacht bei Abukir, 1./2. August 1798
  - Canopus 80 (1797) ehemals französische Franklin
  - Tonnant 80 (1789)
  - Guerrier 74 (1754)
  - Spartiate 74 (1794)
- Donegal 74 (1794), ehemals französische Hoche, erbeutet in Seeschlacht bei Tory Island am 12. Oktober 1798
- Genereux 74 (1785), erbeutet am 18. Februar 1800
- Malta 80 (1795), ehemals französische Guillaume Tell, erbeutet am 30. März 1800
- Athenienne 64 (1800), ehemals französische Athenien, erbeutet am 30. August 1800
- Saint Antoine 74 (1785), erbeutet im Zweiten Seegefecht vor Algeciras, 14. Juli 1801

#### Niederländische Schiffe
- Overyssel 64 – ehemals niederländische Overijssell, erbeutet am 22. Oktober 1795
- Zealand 64 – erbeutet am 19. Januar 1796
- Erbeutet bei der Kapitulation in der Saldanhabucht, 17. August 1796
  - Dortrecht 64, ehemals niederlandische Dordrecht 66
  - Prince Frederick 64, ehemals niederländische Revolutie 66
  - Tromp 54 (c. 1779)
- Erbeutet in der Seeschlacht bei Camperduin, 11. Oktober 1797
  - Vryheid 70
  - Camperdown 70
  - Delft 64, ehemals niederländische Hercules 68
  - Gelykheid 64/68
  - Admiral De Vries 64
  - Haarlem 64
  - Wassenar 64
  - Alkmaar (c. 1783)
- Erbeutet bei der Kapitulation im Vlieter, 30. August 1799
  - Princess of Orange 74, ehemals niederländisch Washington
  - De Ruyter 64, ehemals Admiraal de Ruyter 68
  - Leyden 64
  - Texel 64
  - Broederschap 54 (c. 1769)
  - Batavier 54 (c. 1779)
  - Beschermer 54 (c. 1784)

#### Spanische Schiffe
- Erbeutet in der Seeschlacht bei Kap St. Vincent, 14. Februar 1797
  - San Nicolas 80 (1769), ehemals spanische San Nicolás de Bari
  - San Isidro 74
  - San Josef 114 (1783), ehemals spanische San José
  - Salvador del Mundo 112 (1787)

### Erbeutete Schiffe in den Napoleonischen Kriegen
- französische Schiffe der Tonnant-Klasse (80 Kanonen):
  - Brave (1795) – ehemals französisch Formidable, erbeutet 4. November 1805
  - Alexandre (1799) – erbeutet 6. Februar 1806
- französische Schiffe der Téméraire-Klasse (74 Kanonen):
  - Duquesne-Gruppe:
    - Duquesne (1788) – erbeutet  25. Juli 1803
    - Mont Blanc (1791) – erbeutet 4. November 1805
    - Scipion (1801) – erbeutet 4. November 1805
    - Implacable (1800) – ehemals französisch Duguay-Trouin, erbeutet 4. November 1805
    - Brave (1795) – erbeutet 6. Februar 1806
    - Marengo (1795) – erbeutet 6. Februar 1806
    - Maida (1795) – ehemals französisch Jupiter, erbeutet 6. Februar 1806
    - Abercrombie (1807) – ehemals französisch d'Hautpoult, erbeutet 7. September 1809

  - Pluton-Gruppe:
    - Rivoli (1810) – erbeutet 22. Februar 1812

  - Danube-Gruppe:
    - Genoa (1815) – ehemals französisch Brillant, vor Fertigstellung 1814 erbeutet
- spanische Schiffe der San-Juan-Nepomuceno-Klasse (74 Kanonen):
  - San Juan – ehemals spanisch San Juan Nepomuceno, erbeutet 21. Oktober 1805

#### Erbeutete dänische Schiffe in der Schlacht von Kopenhagen (1801)
- Holsteen (Holstein) 60 (1772)

#### Erbeutete dänische Schiffe in der Schlacht von Kopenhagen (1807)
- Danmark 74 (1794)
- Norge 78 (1800)
- Christian den Syvende (Christian VII) 90 (1803)
- Prindsesse Caroline (Princess Carolina) 74 (1805)

## Liste der Linienschiffe der Royal Navy (1830–47)
Kapitän Sir William Symonds diente von 1832 bis 1847 als Landvermesser der Marine. Kapitän Symonds war ein Marineoffizier und Yachtkonstrukteur, “who had risen to prominence by his success in competitive sailing trials between small warships. His selection implied a criticism of the dockyard-trained architects of the preceding 200 years” (deutsch: „der durch seinen Erfolg bei Segelwettbewerben zwischen kleinen Kriegsschiffen bekannt geworden war. Seine Wahl bedeutete eine Kritik an den in Werften ausgebildeten Architekten der vorangegangenen 200 Jahre.“) Symonds plante eine Revolution im Kriegsschiffbau. Seine Schiffe waren so konzipiert, dass sie unter Segeln schneller waren und den Kanonieren mehr Platz für die Bedienung der Kanonen boten (Verbesserung der Ergonomie). Um dies zu erreichen, waren seine Schiffe größer und hatten eine andere Rumpfform, die für Stabilität sorgte, ohne dass große Mengen an Ballast erforderlich waren. Leider war die Vermessungsabteilung im Verhältnis zum Arbeitsaufwand personell unterbesetzt, und es wurden Fehler gemacht. Die Entwürfe von Symonds waren stabiler als erwünscht, was dazu führte, dass sie übermäßig rollten und daher schlechte Geschützplattformen waren. Ein weiteres Problem bei den Schiffen von Symonds war, dass sie sehr empfindlich auf die Gewichtsverteilung an Bord reagierten, z. B. auf die auf einer Reise mitgeführten und verbrauchten Vorräte.
Symonds arbeitete sehr eng mit John Edye zusammen, einem erfahrenen und gut ausgebildeten Schiffsbauoffizier. Edye war für die Details der Struktur und Konstruktion verantwortlich. Die Schiffe, die Symonds und Edye entwarfen, hatten einen weitaus höheren Eisenanteil in ihrer Struktur als die vorherige Generation der von Seppings entworfenen Schiffe.

### 1. Rang
- Queen-Klasse (Symonds & Edye)
  - Queen 110 (1839)
  - Victoria 116 (1858)
  - Frederick William 116 (1860)
- Royal-Albert-Klasse
  - Royal Albert 120 (1854)
- Duke-of-Wellington-Klasse
  - Duke of Wellington 120 (1852)
  - Marlborough 120 (1855)
  - Royal Sovereign 120 (1857)
  - Prince of Wales 120 (1860)

### 2. Rang
- Rodney-Klasse (Seppings)
  - Rodney 92 (1833)
  - Nile 92 (1839)
  - London 92 (1840)
- Albion-Klasse  (Symonds & Edye)
  - Albion 90 (1842)
  - Aboukir 91 (1848)
  - Exmouth 91 (1854)
- Princess-Royal-Klasse  (Edye) modifizierte Albion Klasse
  - Princess Royal 91 (1853)
  - Hannibal 91 (1854)
- Algiers-Klasse (Edye or Committee of Reference) modifizierte Albion Klasse
  - Algiers 91 (1854)
- Caesar-Klasse (Committee of Reference) modifizierte Rodney-Klasse
  - Caesar 91 (1853)
- Vanguard-Klasse  (Symonds & Edye)
  - Vanguard 80 (1835)
  - Goliath 80 (1842)
  - Superb 80 (1842)
  - Meeanee 60 (1848)
  - Collingwood 80 (1841)
  - Centurion 80 (1844)
  - Mars 80 (1848)
  - Lion 80 (1847)
  - Majestic 80 (1853)
  - Colossus 80 (1848)
  - Irresistible 80 (1859)
- modifizierte Vanguard-Klasse
  - Brunswick 80 (1855)
- Orion-Klasse (Edye & Watts)
  - Orion 80 (1854)
  - Hood 80 (1859)
- Sans-Pareil-Klasse
  - Sans Pareil 80 (1851)

### 3. Rang
- Cumberland-Klasse (Symonds & Edye)
  - Cumberland 70 (1842)
  - Boscawen 70 (1844)

## Ungepanzerte Dampfschiffe der Royal Navy (1847–61)

### Umrüstung auf Dampf
- Duke-of-Wellington-Klasse
  - Duke of Wellington 131 (1852)
  - Marlborough 131 (1855)
  - Royal Sovereign 121 (1857)
  - Prince of Wales 121 (1860)
- Royal Albert 121 (1854)
- Windsor Castle 102 (1858)
- Orion-Klasse
  - Orion 91 (1854)
  - Hood 91 (1859)
- Caesar 91 (1853)
- Algiers 91 (1854)
- Princess-Royal-Klasse
  - Princess Royal 91 (1853)
  - Hannibal 91 (1854)
- Rodney-Klasse
  - Rodney 91 (1833)
  - Nile 91 (1839)
  - London 91 (1840)
- Nelson 91 (1814)
- Royal-George-Klasse
  - Prince Regent 89 (1823)
  - Royal George 89 (1827)
- Saint-George-Klasse
  - St George 89 (1840)
  - Royal William 89 (1833)
  - Neptune 89 (1827)
  - Waterloo 120 (1833)
  - Trafalgar 91 (1841)
- Albion-Klasse
  - Albion 91 (1842)
  - Aboukir 91 (1848)
  - Exmouth 91 (1854)
- Queen-Klasse
  - Queen 86 (1839)
  - Frederick William 86
- Cressy 80 (1853)
- Majestic-Klasse
  - Goliath 80 (1842)
  - Collingwood 80 (1841)
  - Centurion 80 (1844)
  - Mars 80 (1848)
  - Lion 80 (1847)
  - Majestic 80 (1853)
  - Meeanee 80 (1848)
  - Colossus 80 (1848)
  - Brunswick 80 (1855)
  - Irresistible 80 (1859)
- Bombay 84 (1828)
- Sans Pareil 80 (1851)
- Blenheim-Klasse
  - Ajax 60 (1809)
  - Blenheim 60 (1813)
  - Edinburgh 60 (1811)
  - Hogue 60 (1811)
- Cornwallis-Klasse
  - Cornwallis 60 (1813)
  - Hastings 60 (1819)
  - Hawke 60 (1820)
  - Pembroke 60 (1812)
  - Russell 60 (1822)

### Schiffe mit Holzrumpf, die als Dampfschiffe gebaut (oder zumindest auf Kiel gelegt) wurden
- Victoria-Klasse
  - Victoria 121 (1859)
  - Howe 110 (1860)
- Saint Jean d’Acre 101 (1853)
- Conqueror-Klasse
  - Conqueror 101 (1855)
  - Donegal 101 (1858)
- Duncan-Klasse
  - Duncan 101 (1859)
  - Gibraltar 101 (1860)
- Agamemnon 91 (1852)
- James-Watt-Klasse
  - James Watt 91 (1853)
  - Victor Emanuel 91 (1855)
  - Edgar 91 (1858)
  - Hero 91 (1858)
- Revenge-Klasse
  - Revenge 91 (1859)
  - Renown 91 (1857)
  - Atlas 91 (1860)
  - Anson 91 (1860)
- Defiance 91 (1861)
- Bulwark-Klasse
  - Bulwark 91
  - Robust 91
  - Repulse
  - Zealous
  - Royal Alfred
  - Royal Oak
  - Triumph
  - Ocean
  - Caledonia